# Orazio Lancellotti
Orazio Lancellotti (Roma, 8 dicembre 1571 – Roma, 9 dicembre 1620) è stato un cardinale italiano.

## Biografia
Primo dei sette figli di Paolo Lancellotti e Giulia Delfini Mancinelli, dei suoi fratelli: il suo quarto fu il vescovo Giovanni Battista Lancellotti, e il quinto Tiberio Lancelloti acquirente del feudo marchesale di Lauri; era anche nipote del cardinale Scipione Lancellotti, cugino di Emilio Altieri papa Clemente X, e da parte materna zio del cardinale Giulio Gabrielli.
Fu canonico della Basilica Laterana e di quella vaticana. Divenne anche uditore presso la Sacra Rota.
Nel concistoro del 17 agosto 1611, papa Paolo V lo creò cardinale prete con il titolo di San Salvatore in Lauro. Fu prefetto della Sacra Congregazione del Concilio (1616-1620).
Alla sua morte la salma venne inumata nella cappella di famiglia della Basilica di San Giovanni in Laterano.
Durante il periodo di cardinalato di Ottavio Lancellotti non ebbe luogo alcun conclave.